# 戈里亞尼 (若夫克瓦區)
50°11′51″N 23°32′45″E / 50.19750°N 23.54583°E
戈里亞尼（烏克蘭語：Горяни），是烏克蘭西部的村莊，隸屬利維夫州的利維夫區。該村面積0.75平方公里，海拔高度265米，2001年人口279，人口密度每平方公里372人。